# Lü Bin
Lü Bin (n. 7 ianuarie 1977) este o înotătoare ce a reprezentat Republica Populară Chineză, medaliată olimpică. A participat la o ediție a Jocurilor Olimpice (1992) în care a câștigat o medalie de argint.

## Participări
Lista de mai jos prezintă principalele competiții la care a participat Lü Bin de-a lungul carierei.
- swimming at the 1992 Summer Olympics – women's 4 × 100 metre freestyle relay[*]